# Lab (rzeka)
Lab (alb. Llap, serb. Лаб) – rzeka we wschodniej części Kosowa, prawy dopływ Sitnicy.
Długość rzeki wynosi 72 km, a powierzchnia dorzecza – 950 km².